# Damiano Giulio Guzzetti
Damiano Giulio Guzzetti (nascido em 15 de julho de 1959), é um padre católico romano nascido na Itália que actua como bispo da Diocese Católica Romana de Moroto, no Uganda, desde 20 de fevereiro de 2014.

## Bispo
Ele foi nomeado Bispo da Diocese Católica Romana de Moroto em 20 de fevereiro de 2014 e foi consagrado bispo em Moroto em 24 de maio de 2014 pelo Arcebispo Emmanuel Obbo, Arcebispo de Tororo, assistido pelo Bispo Henry Apaloryamam Ssentongo, Bispo Emérito de Moroto e pelo Arcebispo Michael August Blume, Arcebispo Titular de Alexanum.